# Nunation
La nunation (ou nounation) désigne le -n suffixé (lettre nun dans de nombreux abjads sémitiques) qui existe dans certaines langues sémitiques.

## En arabe
L'arabe littéraire a deux séries de terminaisons nominales : -u, -i, -a pour les noms déterminés (définis par l'article, ou à l'état construit c'est-à-dire suivi d'un complément de nom) et -un, -in, -an pour les noms indéterminés. L'ajout de ce « n » aux noms indéterminés est appelé nunation (en arabe تنوين tanwīn), nom qui vient de la lettre ن nūn.
Exemple :
- al-bābu - la porte (déterminé)
- bābun - une porte (indéterminé)

Dans tous les dialectes arabes modernes, les cas ont disparu, et donc la nunation aussi. Dans certains dialectes parlés dans la Tihama au Yémen, en l'absence de marques casuelles, elle est utilisée pour indiquer l'indétermination. En arabe standard parlé, l'usage des terminaisons casuelles est optionnel et est considéré comme le signe d'une prononciation particulièrement correcte.
En arabe écrit, la nunation s'écrit non pas au moyen du caractère habituel pour « N » mais (seulement dans quelques textes comme le Coran) au moyen de diacritiques inventés plus tard, placés au-dessus ou au-dessous du squelette consonantique : -an / ـً, -un / ـٌ et -in / ـٍ.

## En hébreu
En hébreu (ancien) la lettre nun est parfois ajoutée aux formes verbales imperfectives du pluriel en -û (2e et 3e personnes). Ceci est la restauration d'une forme plus ancienne, sans signification grammaticale autre que l'emphase, avec parfois des raisons d'euphonie ou particulièrement l'influence de la pause.

## En akkadien
La nunation peut aussi désigner la finale -n du dual en akkadien jusqu'à ce qu'elle disparaisse à la période du babylonien.

## Sources
- (de) Cet article est partiellement ou en totalité issu de l’article de Wikipédia en allemand intitulé « Nunation » (voir la liste des auteurs).
- Werner Diem, « Gedanken zur Frage der Mimation und Nunation in den semitischen Sprachen [« Réflexions sur la question de la mimation et de la nunation dans les langues sémitiques »] », Zeitschrift der Deutschen Morgenländischen Gesellschaft (ZDMG), vol. 125,‎ 1975, p. 239-258 (lire en ligne)